# ゲオルク・ヴィルヘルム (ブランデンブルク選帝侯)

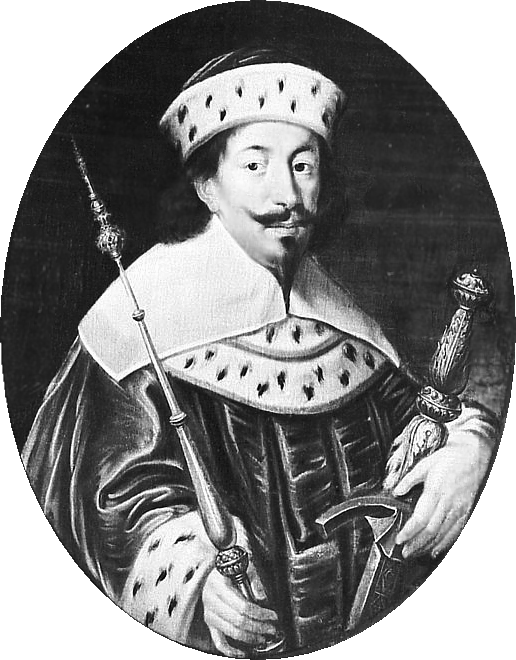
ゲオルク・ヴィルヘルム

ゲオルク・ヴィルヘルム（Georg Wilhelm, 1595年11月13日 - 1640年12月1日）は、プロイセン公及びブランデンブルク選帝侯（在位：1619年11月3日 - 1640年12月1日）。決断力に乏しい君主で、三十年戦争の混乱の中で内部に不一致を抱えてカトリックとプロテスタントの両陣営を往復し、双方の軍にブランデンブルクを荒らされた。

## 生涯
ゲオルク・ヴィルヘルムはシュプレー河畔のケルンで、ブランデンブルク選帝侯ヨハン・ジギスムントと、プロイセン公アルブレヒト・フリードリヒの長女アンナの間に生まれた。1616年にプファルツ選帝侯フリードリヒ4世の娘で三十年戦争の発端を作ったフリードリヒ5世の妹であるエリーザベト・シャルロッテと結婚し、1620年に後の「大選帝侯」フリードリヒ・ヴィルヘルムをもうけている。
1619年、ゲオルク・ヴィルヘルムはブランデンブルク選帝侯となり、同時に母方の祖父から父が相続していたプロイセン公位も継いだ。この時代、カトリックとプロテスタントの争いは激化し、三十年戦争が始まっていたが、ゲオルク・ヴィルヘルムを取り巻く状況は非常に複雑なものだった。ゲオルク・ヴィルヘルムの妹マリア・エレオノーラはスウェーデン王グスタフ2世アドルフと結婚していたが、グスタフ2世アドルフはルター派のプロテスタントであった。しかしゲオルク・ヴィルヘルム自身はカルヴァン派、ブランデンブルクの枢密院と神聖ローマ皇帝フェルディナント2世はカトリック、ブランデンブルクの住民はルター派であり、ゲオルク・ヴィルヘルムはどの勢力に味方しても必ず領内に争いを抱えることになったのである。
ゲオルク・ヴィルヘルムは状況次第で同盟相手を替えたため、事態は混迷を極めた。敵味方を問わず略奪の対象となったブランデンブルクは、ある統計によると領内の人口が半減したともいわれるほどで、三十年戦争を通じてドイツで最も大きな損害を受けた地域となった。デンマークと皇帝軍が戦った時期では皇帝軍司令官アルブレヒト・フォン・ヴァレンシュタインに略奪代わりに領民から徴収した軍税を度々支払う羽目になり、1630年にヴァレンシュタインは諸侯と妥協したフェルディナント2世に解任されたが、続くスウェーデン軍の遠征では1631年のマクデブルクの戦いにおける皇帝軍の虐殺に反発してザクセン選帝侯ヨハン・ゲオルク1世と共にスウェーデン軍と同盟を結びカトリックと敵対した。東プロイセンにおいても、スウェーデン・ポーランド戦争でのゲオルク・ヴィルヘルムの立場は無力で、1626年には東プロイセンがグスタフ2世アドルフに制圧される有様であった。その後、東プロイセンはゲオルク・ヴィルヘルムに返還されたが、ポーランドの宗主下においてゲオルク・ヴィルヘルムの権力は及ばず、ポーランド・スウェーデンの影響力の下にさらされることとなった。
ゲオルク・ヴィルヘルムの治世の後半、皇帝派でカトリックを奉じる宰相アーダム・フォン・シュヴァルツェンベルクが国政を壟断し、選帝侯の実権は失われた。ブランデンブルクの兵は一応選帝侯に忠誠を誓ってはいたものの、同時に皇帝の命令も受けており、ゲオルク・ヴィルヘルムが力を及ぼす余地は少なかった。1632年にグスタフ2世が戦死してからはスウェーデンから離れ、1635年のプラハ条約でフェルディナント2世と和解したが、スウェーデンから報復を受けることになり、1637年、スウェーデン軍にブランデンブルクを占領され、選帝侯とその一家は比較的危険の少ないプロイセンのケーニヒスベルクに逃れたが、ゲオルク・ヴィルヘルムは1640年12月1日にその地で没した。
ゲオルク・ヴィルヘルムの玄孫フリードリヒ2世はその著書『ブランデンブルク選帝侯家の歴史』の中でこう述べている。「何よりもまず、戦争前にその領内において2万の兵さえ徴兵して指揮下においていなかったことで彼を責めねばなるまい。（…）彼の治世は一族の君侯の中で最も不幸な時代であった。その国土は三十年戦争であまりにひどく荒廃したため、予がこの歴史を記述することによって、今にしてようやく彼の事跡が認められるのである」

## 子女
- ルイーゼ・シャルロッテ（1617年 - 1676年） - クールラント公ヤーコプ・ケトラーと結婚
- フリードリヒ・ヴィルヘルム（1620年 - 1688年） - ブランデンブルク選帝侯
- ヘートヴィヒ・ゾフィー（1623年 - 1683年） - ヘッセン＝カッセル方伯ヴィルヘルム6世と結婚
- ヨハン・ジギスムント（1624年）